# Liste der Baudenkmäler in Ebersdorf bei Coburg
Auf dieser Seite sind die Baudenkmäler in der oberfränkischen Gemeinde Ebersdorf bei Coburg zusammengestellt. Diese Tabelle ist eine Teilliste der Liste der Baudenkmäler in Bayern. Grundlage ist die Bayerische Denkmalliste, die auf Basis des Bayerischen Denkmalschutzgesetzes vom 1. Oktober 1973 erstmals erstellt wurde und seither durch das Bayerische Landesamt für Denkmalpflege geführt wird. Die folgenden Angaben ersetzen nicht die rechtsverbindliche Auskunft der Denkmalschutzbehörde.

## Baudenkmäler nach Gemeindeteilen

### Ebersdorf bei Coburg
| Lage                             | Objekt                                             | Beschreibung | Akten-Nr.              | Bild             |
| -------------------------------- | -------------------------------------------------- | --- | ---------------------- | ---------------- |
| Canterstraße 1 (Standort)        | Fabrikantenvilla                                   | Ehemalige Fabrikantenvilla, mit Zwerchhausrisaliten und Eckturm, Ziegel mit Sandsteingliederungen, 1898 für F. Rungius (Clara-Werk, später ESTO) | D-4-73-121-17 Wikidata | Fabrikantenvilla |
| Canterstraße 14 (Standort)       | Stellwerk „Eo“                                     | Bahnstrecke Eisenach–Lichtenfels (Streckennummer 6311); Stellwerksgebäude, zweigeschossiger Sichtziegelbau mit weit auskragendem Walmdach, Fensterzone im ersten Obergeschoss verputzt, expressionistisch, wohl von Martin Steinbrink, um 1930; mit technischer Ausstattung. | D-4-73-121-26          | Stellwerk „Eo“   |
| Canterstraße 39 (Standort)       | Evangelisch-lutherische Pfarrkirche St. Laurentius | Chorturm, romanischer Wehrkirchturm, 13. Jahrhundert, Kirchenschiff, 1949/50 Wiederaufbau einer Kirche des 17./18. Jahrhunderts | D-4-73-121-1 Wikidata  | weitere Bilder   |
| Garnstadter Straße 41 (Standort) | Stellwerk „Ewf“                                    | Bahnstrecke Eisenach–Lichtenfels (Streckennummer 6311); Stellwerksgebäude, zweigeschossiger Sichtziegelbau mit weit auskragendem Walmdach, Fensterzone im ersten Obergeschoss verputzt, expressionistisch, wohl von Martin Steinbrink, um 1930; mit technischer Ausstattung. | D-4-73-121-25          | Stellwerk „Ewf“  |

### Frohnlach
| Lage                                                      | Objekt                  | Beschreibung | Akten-Nr.              | Bild                    |
| --------------------------------------------------------- | ----------------------- | --- | ---------------------- | ----------------------- |
| Göritzenstraße 1 (Standort)                               | Rathaus                 | Zweigessossiger Halbwalmdachbau mit Glockenturm, 18. Jahrhundert | D-4-73-121-3 Wikidata  | Rathaus                 |
| Göritzenstraße 17/19 (Standort)                           | Schulhaus               | Zweigeschossiger Walmdachbau, Turm mit Spitzhelm, Sandsteingliederungen, Freitreppe, bezeichnet 1895; Volksbücherei, durch einen Verbindungsgang mit dem Schulhaus verbunden, eingeschossiger Satteldachbau, mit Mosaik, um 1960 | D-4-73-121-18 Wikidata | Schulhaus               |
| Pechgraben, Grenze Staatsforst ()                         | Grenzstein              | Sandstein, 1608 | D-4-73-121-7 Wikidata  | Grenzstein              |
| südlich an der Beutelseide, Grenze Staatsforst (Standort) | Grenzstein              | Sandstein, 1608 | D-4-73-121-6           | Grenzstein              |
| Hauptstraße (Standort)                                    | Kriegerdenkmal          | Kriegerdenkmal für 1914/18, Sandstein mit bekrönendem Adler | D-4-73-121-5 Wikidata  | Kriegerdenkmal          |
| Hauptstraße 1 (Standort)                                  | Gasthaus Goldener Adler | Ehemaliges Gasthaus, stattlicher Satteldachbau mit Fachwerkgiebel des 17. Jahrhunderts | D-4-73-121-4 Wikidata  | Gasthaus Goldener Adler |
| Hauptstraße 14 (Standort)                                 | Fachwerkhaus            | Zweigeschossiges Fachwerkhaus mit Satteldach, verputzt und verschiefert, historistische Haustüre, Mitte 19. Jahrhundert | D-4-73-121-20 Wikidata | Fachwerkhaus            |
| Hauptstraße 24 (Standort)                                 | Fachwerkhaus            | Zweigeschossiges Fachwerkhaus mit Satteldach, um 1800, Verschieferung mit Dekor, bezeichnet 1920 | D-4-73-121-21 Wikidata | Fachwerkhaus            |
| Kellergasse 1 (Standort)                                  | Fachwerkhaus            | Zweigeschossiges Fachwerkhaus mit Satteldach, Obergeschoss verschiefert, historistische Haustür, bezeichnet 1854 | D-4-73-121-22 Wikidata | Fachwerkhaus            |

### Großgarnstadt
| Lage                      | Objekt                              | Beschreibung | Akten-Nr.              | Bild               |
| ------------------------- | ----------------------------------- | --- | ---------------------- | ------------------ |
| Hohe Gasse 4 (Standort)   | Wohnstallhaus                       | Zweigeschossiges Wohnstallhaus, mit Satteldach, Fachwerk verschiefert, auch für Vieh begehbarer Treppenaufgang, neu bezeichnet 1801 | D-4-73-121-23 Wikidata | Wohnstallhaus      |
| Hohe Gasse 9 (Standort)   | Wohnstallhaus                       | Zweigeschossiges Wohnstallhaus mit Satteldach, Fachwerk verschiefert, Freitreppe, zweite Hälfte 18. Jahrhundert, Stall und Obergeschoss Anfang 20. Jahrhundert; Fachwerkscheune mit Satteldach, 18./frühes 20. Jahrhundert; Brunnenschacht, Sandstein 18. Jahrhundert | D-4-73-121-24 Wikidata | Wohnstallhaus      |
| Kirchstraße 1 (Standort)  | Bauernhaus                          | Zweigeschossiges Bauernhaus mit Satteldach, Fachwerk, Verschieferung, 19. Jahrhundert, Kern wohl 18. Jahrhundert | D-4-73-121-9 Wikidata  | Bauernhaus         |
| Kirchstraße 5 (Standort)  | Evangelisch-lutherische Pfarrkirche | Langhaus 1706-1708 von den Brüdern Weinlein, spätgotischer Chorturm; mit Ausstattung | D-4-73-121-10 Wikidata | weitere Bilder     |
| Kirchstraße 6 (Standort)  | Halmwalmdachhaus                    | Zweigeschossiges Halmwalmdachhaus, Fachwerk, teilweise verschiefert, um 1800, Kern 1651 (Ziegelbezeichnet) | D-4-73-121-11 Wikidata | Halmwalmdachhaus   |
| Lindenberg 8 (Standort)   | Fachwerkbauernhaus                  | Zweigeschossiges Wohnstallhaus mit Satteldach, Fachwerk (verkleidet), Erdgeschoss und Stallteil massiv erneuert, Kern wohl noch 17. Jahrhundert | D-4-73-121-12 Wikidata | Fachwerkbauernhaus |
| Tiefe Gasse 12 (Standort) | Bauernhaus                          | Zweigeschossiges Wohnstallhaus mit Satteldach, Fachwerk, Stallteil massiv erneuert, bezeichnet 1721 | D-4-73-121-13 Wikidata | BW                 |

### Oberfüllbach
| Lage                             | Objekt       | Beschreibung                                                                                   | Akten-Nr.              | Bild         |
| -------------------------------- | ------------ | ---------------------------------------------------------------------------------------------- | ---------------------- | ------------ |
| Am Forsthaus 1 (Standort)        | Forsthaus    | massiver zweigeschossiger Sandsteinbau mit Walmdach, Mittelrisalit und Dreiecksgiebel, um 1800 | D-4-73-121-14 Wikidata | Forsthaus    |
| Lützelbucher Straße 2 (Standort) | Fachwerkhaus | Zweigeschossiges Fachwerkhaus mit Satteldach, um 1720                                          | D-4-73-121-15 Wikidata | Fachwerkhaus |
| Lützelbucher Straße 4 (Standort) | Fachwerkhaus | Zweigeschossiges Fachwerkhaus mit Satteldach, teilweise verschiefert, 18. Jahrhundert          | D-4-73-121-16 Wikidata | Fachwerkhaus |

## Ehemalige Baudenkmäler
| Lage                                                 | Objekt       | Beschreibung                                                                                       | Akten-Nr.              | Bild         |
| ---------------------------------------------------- | ------------ | -------------------------------------------------------------------------------------------------- | ---------------------- | ------------ |
| Hauptstraße 11 (Standort)                            | Fachwerkhaus | Zweigeschossiges Fachwerkhaus, mit Halbwalmdach, teilverschiefert, um 1800, Mittelrisalit, um 1870 | D-4-73-121-19 Wikidata | Fachwerkhaus |
| in Waldflur Sandbühl, Salzhecke, Höhenpunkt 350,2 () | Grenzstein   | Grenzstein, 1820, Posthörnla                                                                       | D-4-73-121-2 Wikidata  |              |
| in Waldflur „Dürres Gehölz“ ()                       | Grenzstein   | Grenzstein, 1816                                                                                   | D-4-73-121-8 Wikidata  |              |